# Maeda Dzsun
Maeda Dzsun (麻枝 准; Hepburn: Jun Maeda) (Mie, 1975. január 3. –) japán író a Key nevű japán visual novel-fejlesztő cégnél; főként forgatókönyvíróként, dalszövegíróként és zeneszerzőként hozzájárulva a visual novelekhez. A születési nevét eredetileg más kandzsival írták (前田 純), de kiejtése nem változott. Mie prefektúrában született és az ottani középiskola elvégzése után a Csukjo Egyetemen szerzett diplomát pszichológia szakon. A Key megalapítása előtt a Tactics nevű cégnél dolgozott és ottléte során két visual novelt is kiadtak, a Moon. és a One: Kagajaku Kiszecu e. A Key megalapítása után Maeda rengeteg munkát fektetett olyan visual novelekbe, mint a Kanon, Air, Clannad, Little Busters! és Angel Beats!. A Hibiki's Magic című mangát is ő írta.

## Élete

### Ifjúkora
Maeda Dzsun fiatalon kezdett írni, általános iskolás korában írta meg első amatőr játékkönyvét. Kezdetben J.H. Brennan Grailquest című játékkönyv sorozata inspirálta, főleg az első két könyv a sorozatban, a The Castle of Darkness és The Den of Dragons, amiket különösen érdekesnek talált. Az alsó-középiskolában az iskolai újságon dolgozott és pár rövidebb történetét meg is jelentették benne. A Mie felső-középiskolában töltött tanulmányai alatt elkezdett dalszövegeket írni és zenét szerezni. Ez idő tájt merült el a fantasy műfajában is. Miközben a Csukjo Egyetemre járt Maeda elérte, hogy több rövidebb történetét is publikálják a Kadokawa Shoten kiadó szeinen light novel magazinjában, a The Sneakerben. Végül diplomamunkájának írás közben technót kezdett hallgatni.

### Kezdeti karrierje
Egyetemi évei alatt Maeda videójáték zeneszerző szeretett volna lenni, és arról álmodozott, hogy olyan nagy cégeknél dolgozhat, mint a Nihon Falcom Corporation, Namco, vagy Capcom, de nem járt sikerrel. Később elérte, hogy a TGL videójáték-fejlesztő cég elhívja egy interjúra, de sajnos nem kapta meg a munkát. Miután nem tudott zeneszerzői munkát kapni, úgy döntött foglalkozást vált és forgatókönyvíró lesz egy videójáték-fejlesztő cégnél. A 90-es évek közepén a fogyasztói videójátékok forgatókönyvírói tapasztalatlanok voltak, ezért helyette inkább a felnőtt videójátékok irányában probálkozott. Maeda egy hónap alatt írt egy háromszáz oldalas erotikus történetet, melyet egy felnőtt videójáték-fejlesztő cégnek akart eladni. Először az AliceSoft nevű céggel, a népszerű Rance című játéksorozat készítőjével próbálkozott, de végül a Scoop nevű cégnél kezdett dolgozni. Itt 1997-ben a fő forgatókönyvíróként dolgozott a cég első játékán, a Chaos Queen Rjóko-n, de nem volt megelégedve a munkakörnyezettel és rövidesen beadta felmondását.

### A Tactics-tól a Key-ig
A Scoop elhagyása után 1997-ben, Maeda a Nexton kiadó alatt megalakult Tactics nevű új cégnél kezdett dolgozni. Itt a cég második (Moon.) játékán dolgozott mint forgatókönyvíró és zeneszerző és harmadikon (One: Kagajaku Kiszecu e) mint forgatókönyvíró 1998-ban. A két játék pozitív fogadtatása és visszajelzése után Maeda, és több másik alkalmazott is (köztük Hinoue Itaru, Orito Sindzsi, Hiszaja Naoki, és OdiakeS), elhagyták a céget és a Visual Art's kiadó alatt új céget alapítottak Key néven.
A cég megalapítása után Maeda az 1999-ben kiadott első játékuk, a Kanon zenéjén és forgatókönyvén dolgozott, ami nagy sikernek örvendett a japán felnőtt videójáték-piacon. Maeda mellett a forgatókönyv nagy részét Hiszaja Naoki írta, aki a Kanon elkészülte után rövidesen elhagyta a céget. Ezt követően Maeda írta a következő játékuk, az Air forgatókönyvének nagy részét, a dalszövegek és a játékban található zenék mellett. Négy éves készülés után a Key, 2004-ben, kiadta harmadik és addigi leghosszabb játékukat, a Clannad-et, aminek nagy részét Maeda írta. Összességében a játék elkészültéhez szükséges munka kb. 75%-át Maeda csinálta. Szintén 2004-ben Maeda elkezdte írni Hibiki's Magic című első mangáját, aminek az ötlete még diákkorában fogant meg benne egy rövid történetként. 2005-ben Maeda a Key ötödik játékának (Tomoyo After: It's a Wonderful Life) forgatókönyvén és zenéjén dolgozott, melyet a 2007-ben kiadott Little Busters! követett, és melynek szintén a forgatókönyvén és zenéjén dolgozott. A Comptiq magazin 2007 februári számában Maeda azt állította, hogy a Little Busters! után nem fog tovább a Key játékok forgatókönyvén dolgozni. Viszont később a Dengeki G's Magazine 2007 decemberi számában azt mondta, hogy a következő játék zenéjén továbbra is dolgozni fog. Ugyancsak Maeda szerezte a Himawari no Chapel de Kimi című játék záródalát a Marron cég számára, és a Ram 5 című játékának zenéjén is dolgozott. Maeda és a Key egyik grafikusa, Na-Ga, az ASCII Media Works kiadó Dengeki G's Magazine-jával együtt dolgozott az Angel Beats! című animén, aminek Maeda volt a tervezője, írója és zeneszerzője. Maeda dolgozott a Key kilencedik játékán is, de már csak mint zeneszerző és minőségellenörző.

### Írói témái
Mint ahogy az a visual novelekhez írt történetein is látszik, Maeda egyik visszatérő motívuma a család fogalma és a kötelékek amik összetartják azt. A legjelentősebb ezek közül az anyai kötelék egy anya és lánya között ami erősen látszik a Kanon-ban, az Air-ben és a Clannad-ben. Az egyik legkorábbi munkájában a Moon.-ban viszont egy konfliktus volt a főszereplő lány és az anyja között. Ellentétben ezzel Maeda ritkán ad pontosabb leírást egy apai kapcsolatról a munkáiban és csak a Clannad-ben tárt fel mélyebben egy ilyen kapcsolatot.
Egy másik visszatérő téma a mágikus realizmus, vagy fantasztikus elemek hozzáadása egy alapjában normális történethez. Ilyen például a Képzeletbeli Világ elképzelése a Clannad-ben és a mágia használata az Air-ben. Hasonlóan a One: Kagajaku Kiszecu e-ben is látható az igazi világ és egy misztikus Örökkévaló Világ közötti váltakozás elképzelését Murakami Haruki Világvége és a keményre főtt csodaország című regényéhez hasonlították, amiben egy hasonló valóság és fantázia közötti kettősség található.
A Moon.-ban található melankolikus történetek után Maeda egy olyan írási formára törekedett ami később "sírós játék"-ként lett ismert, kezdve a One: Kagajaku Kiszecu e-vel. A sírós játék ilyen értelemben egy olyan bisódzso játék ami a játékost sírásra késztetheti, ezzel még mélyrehatóbb benyomást keltve. Amikor a Kanon-on dolgozott hasonló célokkal, Maeda nyomasztó elemeket helyezett az általa írt két lány (Szavatari Makoto és Kavaszumi Mai) történetébe.

### Zeneszerzői tevékenysége
Maeda szerzi a dalokat (és írja ezekhez a dalszövegeket) és a háttérzenéket a játékokhoz amiken dolgozik. A Tactics-nál egy számot írt a Moon.-hoz, de a One: Kagajaku Kiszecu e zenéjéhez nem járult hozzá. A Key-nél Maeda minden játékuk zenéjén dolgozott, kivéve a Planetarian: Csíszana Hosi no Jume és a Rewrite Harvest festa!. Maeda szerezte és írta a szövegét a Clannad anime záródalának, és a Clannad: After Story anime nyitódalának. A Maeda által szerzett zenéket a Key lemezkiadója a Key Sounds Label neve alatt adják ki. Maeda a név alatt még három kislemezt adott ki és egy albumot amin az összes számot ő írta és szerezte. Ezek a Nacukage / Nostalgia, a Birthday Song, Requiem és a Spica/Hanabi/Moon kislemezek és a Love Song album. Az első három kislemezen a dalokat Lia énekelte, az albumon lévő dalokat pedig Rija.
Maeda írt és szerzett két dalt a Gunslinger Girl anime számára 2008-ban. A Doll melyet külön-külön adott elő Lia és Tada Aoi és a Human melyet Lia adott elő.  A Doll mindkét változatát használták az anime záródalaként, és a Human pedig az utolsó résznél volt hallható. Maeda első közreműködése, mint fő zeneszerző, a 2008-ban a Ram által kiadott 5 című visual novelnél volt, amiben kb. húsz háttérzenét szerzett, s ugyancsak ő írta és szerezte a nyitó- és záródalt.
Maeda 2011-ben megalapította a saját lemezkiadóját is Flaming June néven, és 2011 decemberében ki is adta első kislemezét Killer Song néven, melyet Janagi Nagi adott elő. 2012. április 25-én Janagi-val kiadtak egy eredeti elképzülésű albumot Ovari no Hosi no Love Song néven.

## Fordítás
- Ez a szócikk részben vagy egészben  a   Jun Maeda című angol Wikipédia-szócikk ezen változatának fordításán alapul.  Az eredeti cikk szerkesztőit annak laptörténete sorolja fel. Ez a jelzés csupán a megfogalmazás eredetét és a szerzői jogokat jelzi, nem szolgál a cikkben szereplő információk forrásmegjelöléseként.